# Павловское сельское поселение (Вилегодский район)
Павловское сельское поселение или муниципальное образование «Павловское» — упразднённое муниципальное образование со статусом сельского поселения в Вилегодском муниципальном районе Архангельской области. 
Соответствовало административно-территориальной единице в Вилегодском районе — Павловский сельсовет.
Административный центр — село Павловск.
30 сентября 2020 года упразднено в связи с преобразованием Вилегодского муниципального района в муниципальный округ, все сельские поселения упразднены..

## География
Павловское сельское поселение находилось на юге Вилегодского района. 

## История
Муниципальное образование было образовано в 2006 году.

## Население
| 2005 | 2010  | 2011  | 2012  | 2013  | 2014  | 2015 | 2016 | 2017 |
| ---- | ----- | ----- | ----- | ----- | ----- | ---- | ---- | ---- |
| 1351 | ↘1135 | ↘1132 | ↘1103 | ↘1060 | ↘1034 | ↘999 | ↘970 | ↘955 |
| 2018 | 2019  | 2020  |       |       |       |      |      |      |
| ↘932 | ↘894  | ↘851  |       |       |       |      |      |      |

## Состав сельского поселения
| №  | Населённый пункт | Тип населённого пункта       | Население |
| -- | ---------------- | ---------------------------- | --------- |
| 1  | Аксёновская      | деревня                      | →75       |
| 2  | Акуловская       | деревня                      | →5        |
| 3  | Аферьевская      | деревня                      | ↘5        |
| 4  | Быково           | деревня                      | ↘239      |
| 5  | Володино         | деревня                      | →2        |
| 6  | Горка            | деревня                      | ↘25       |
| 7  | Городок          | деревня                      | ↘22       |
| 8  | Жуковская        | деревня                      | ↗22       |
| 9  | Залесье          | деревня                      | ↗36       |
| 10 | Замятино         | деревня                      | ↗24       |
| 11 | Заозерье         | деревня                      | ↘44       |
| 12 | Ивашевская       | деревня                      | ↗26       |
| 13 | Карино           | деревня                      | ↘16       |
| 14 | Кибринская       | деревня                      | →1        |
| 15 | Красавино        | деревня                      | →8        |
| 16 | Крючиха          | деревня                      | →0        |
| 17 | Лобанова Гора    | деревня                      | →1        |
| 18 | Мокрая Горка     | деревня                      | ↗3        |
| 19 | Наволок          | деревня                      | ↘10       |
| 20 | Нетесовская      | деревня                      | ↘16       |
| 21 | Нылога           | деревня                      | ↘82       |
| 22 | Павловск         | село, административный центр | ↘244      |
| 23 | Петухово         | деревня                      | ↗46       |
| 24 | Подборье         | деревня                      | ↘2        |
| 25 | Поздяевская      | деревня                      | ↘0        |
| 26 | Пологи           | деревня                      | →0        |
| 27 | Пузырево         | деревня                      | ↘1        |
| 28 | Ристухинская     | деревня                      | ↘12       |
| 29 | Савичи           | деревня                      | ↗14       |
| 30 | Слобода          | село                         | ↗87       |
| 31 | Шаманиха         | деревня                      | →0        |
| 32 | Якино            | деревня                      | ↘24       |
| 33 | Ярыгинская       | деревня                      | ↘0        |